# آندرو ایزوکزازول
آندرو ایزوکزازول، آندروکسان یا نئوپوندوس (به انگلیسی: Androisoxazole) با فرمول شیمیایی C۲۱H۳۱NO۲ یک ترکیب شیمیایی با شناسه پاب‌کم ۹۶۷۶ است؛ که جرم مولی آن ۳۲۹٫۴۷۶ گرم بر مول می‌باشد.